# Translationele geneeskunde

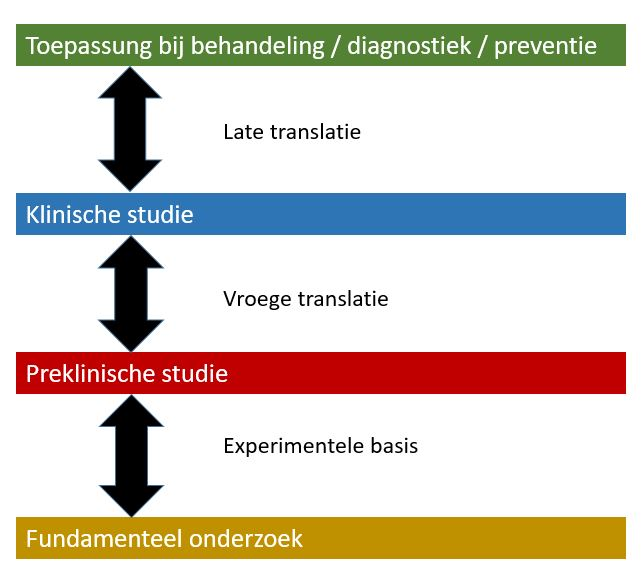
Verschillende ontwikkelingsfasen

Translationele geneeskunde (ook translationeel onderzoek of translationele wetenschap) is een gebied binnen de biomedische wetenschap, dat zich richt op de toepassing van fundamenteel onderzoek in de praktische patiëntenverzorging.

## Geschiedenis
Het begrip "translationeel" is ontstaan in de jaren 70 van de 20ste eeuw, om in de verplegingswetenschap de omzetting van wetenschappelijke uitkomsten in de praktijk te beschrijven. In dit kader is naderhand het begrip "evidence based medicine" gebruikelijker geworden. Rond het jaar 2000 werd "translationele geneeskunde" in de Verenigde Staten toenemend binnen de biomedische wetenschappen genoemd en later ook in Europa, waar met de European  Advanced  Translational  Research  Infrastructure (EATRIS) in 2011 met financiering door de Europese Unie een nieuw netwerk van instituten en ziekenhuizen met betrekking op biomedisch onderzoek opgericht werd.

## Inhoud
De ontwikkeling van nieuwe therapiën en behandelingsconcepten is een complex proces. Om de effectiviteit van het onderzoek voor de patiënten te vergroten, is een intensieve interactie nodig tussen de fundamentele wetenschap, de farmaceutische industrie, de behandelende artsen en patiëntenorganisaties. Voor het verknopen van deze verschillende elementen speelt de financiering een grote rol, evenals de bereidwilligheid elkaars verschillende paradigmata te begrijpen.

Voorbeelden van thematische gebieden zijn:
- multimodale therapiën
- epidemiologie
- biomarkers
- medische beeldgeving
- tumorbiologie
- vaccinontwikkeling
- technische innovaties[3]